# Dunfermline Athletic F.C.
Dunfermline Athletic Football Club – szkocki klub piłkarski założony w 1885 roku. Drużyna gra na stadionie East End Park.

## Sukcesy
- Puchar Szkocji (2): 1960/61, 1967/68;
- Finał Pucharu Szkocji (2): 1964/65, 2003/04;
- Finał Pucharu Ligi Szkockiej (2): 1949/50, 1991/92.

## Europejskie puchary
Legenda do wszystkich tabel:
- Q – runda eliminacyjna, 1/16, 1/8, 1/4, 1/2 – odpowiednia faza rozgrywek, Grupa – runda grupowa, 1r gr – pierwsza runda grupowa, 2r gr – druga runda grupowa, F – finał, R – runda, PO – play-off
- k. – rzuty karne, los. – losowanie, Dogr. – dogrywka, w. – zasada bramek strzelonych na wyjeździe

| Sezon   | Rozgrywki                 | Runda | Przeciwnik             | Dom  | Wyjazd | Ogólnie      |
| ------- | ------------------------- | ----- | ---------------------- | ---- | ------ | ------------ |
| 1961/62 | Puchar Zdobywców Pucharów | Q     | St. Patrick’s Athletic | 4–1  | 4–0    | 8–1          |
| 1961/62 | Puchar Zdobywców Pucharów | 1R    | Wardar Skopje          | 5–0  | 0–2    | 5–2          |
| 1961/62 | Puchar Zdobywców Pucharów | 1/4   | Újpesti Dózsa          | 0–1  | 3–4    | 3–5          |
| 1962/63 | Puchar Miast Targowych    | 1R    | Everton                | 2–0  | 0–1    | 2–1          |
| 1962/63 | Puchar Miast Targowych    | 2R    | Valencia CF            | 6–2  | 0–4    | 6–6, 0–1 (N) |
| 1964/65 | Puchar Miast Targowych    | 1R    | Örgryte IS             | 4–2  | 0–0    | 4–2          |
| 1964/65 | Puchar Miast Targowych    | 2R    | VfB Stuttgart          | 1–0  | 0–0    | 1–0          |
| 1964/65 | Puchar Miast Targowych    | 3R    | Athletic Bilbao        | 1–0  | 0–1    | 1–1, 1–2 (N) |
| 1965/66 | Puchar Miast Targowych    | 2R    | Boldklubben 1903       | 5–0  | 4–2    | 9–2          |
| 1965/66 | Puchar Miast Targowych    | 3R    | Spartak Brno           | 2–0  | 0–0    | 2–0          |
| 1965/66 | Puchar Miast Targowych    | 1/4   | Real Saragossa         | 1–0  | 2–4    | 3–4, Dogr.   |
| 1966/67 | Puchar Miast Targowych    | 1R    | SK Frigg               | 3–1  | 3–1    | 6–2          |
| 1966/67 | Puchar Miast Targowych    | 2R    | Dinamo Zagrzeb         | 4–2  | 0–2    | 4–4, w.      |
| 1968/69 | Puchar Zdobywców Pucharów | 1R    | APOEL FC               | 10–1 | 2–0    | 12–1         |
| 1968/69 | Puchar Zdobywców Pucharów | 2R    | Olympiakos SFP         | 4–0  | 0–3    | 4–3          |
| 1968/69 | Puchar Zdobywców Pucharów | 1/4   | West Bromwich Albion   | 0–0  | 1–0    | 1–0          |
| 1968/69 | Puchar Zdobywców Pucharów | 1/2   | Slovan Bratysława      | 1–1  | 0–1    | 1–2          |
| 1969/70 | Puchar Miast Targowych    | 1R    | Girondins Bordeaux     | 4–0  | 0–2    | 4–2          |
| 1969/70 | Puchar Miast Targowych    | 2R    | Gwardia Warszawa       | 2–1  | 1–0    | 3–1          |
| 1969/70 | Puchar Miast Targowych    | 3R    | RSC Anderlecht         | 3–2  | 0–1    | 3–3, w.      |
| 2004/05 | Puchar UEFA               | 2Q    | Hafnarfjarðar          | 1–2  | 2–2    | 3–4          |
| 2007/08 | Puchar UEFA               | 2Q    | BK Häcken              | 1–1  | 0–1    | 1–2          |